# حسین سبحانی‌نیا
حسین سبحانی‌نیا  (زاده ۲۰ خرداد ۱۳۳۳ نیشابور) سیاستمدار اصول‌گرا، دیپلمات پیشین و روحانی شیعهٔ ایرانی است. عضو حزب جمهوری اسلامی (۱۳۵۷–۱۳۶۶)، هفت دوره نماینده مجلس شورای اسلامی (جمعاً ۲۸ سال) و مدیرمسئول چهار نشریه است.

## زندگی
زادهٔ ۲۰ خرداد ۱۳۳۳ در نیشابور است. نخست دو سال در مدرسه گلشن مقدمات خواند؛ سپس در حوزه علیمه مشهد از ۱۳۴۷ تا ۱۳۵۳ نزد سید محمدهادی میلانی شاگرد او در سطوح عالیه و خارج فقه بود. تحصیل در دانشگاه تهران را از ۱۳۵۳ در رشته علوم سیاسی آغاز کرد و پس از اخذ کارشناسی ارشد از دانشگاه تهران پیش از انقلاب،  در سال ۱۳۷۹ دکترای تخصصی علوم سیاسی را گرفت. او در س خارج فقه را نزد  سید علی خامنه‌ای از ۱۳۶۹ آغاز و تاکنون ادامه داده است.
پس از انقلاب ۱۳۵۷ ایران، عضو حزب جمهوری اسلامی شد؛ مسئولیت واحد اعزام مبلّغ را در آن حزب بر عهده داشت و تا انتخابات دومین دوره مجلس شورای اسلامی در وزارت امو خارجه به پیشنهاد  سید محمد حسینی بهشتی مسئولیت‌هایی را بر عهده داشته‌است.

## مقام‌ها

### مجلس شورای اسلامی
نماینده مجلس از حوزهٔ انتخابیه نیشابور و فیروزه در شش دوره (دوم، سوم، چهارم ، هفتم، هشتم ونهم) عضو هیئت رئیسه مجلس شورای اسلامی (دوره‌های چهارم، هفتم، هشتم و نهم)؛
در مجالس شورای اسلامی دوره‌های دوم، سوم، چهارم، هفتم، هشتم و  نهم مجلس شورای اسلامی به عنوان نماینده مردم شهرستانهای نیشابور و فیروزه انتخاب شد. در سال ۱۳۸۲ پس از شرکت در انتخابات هفتمین دوره مجلس شورای اسلامی مجدداً به عنوان نماینده نیشابور و عضو هیئت رئیسه مجلس شورای اسلامی و عضو کمیسیون امنیت ملی و سیاست خارجی، در هشتمین دوره مجلس شورای اسلامی نیز به عنوان نماینده نیشابور و نایب رئیس کمیسیون امنیت ملی و سیاست خارجی ادامه می‌دهد. وی در انتخابات نهمین دوره مجلس شورای اسلامی که در ۱۲ اسفند ماه سال هزار و سیصد و نود برگزار شد با کسب ۷۸٫۹۷ رای به عنوان نماینده اول حوزه انتخابیه شهرستان‌های نیشابور و فیروزه برای بار ششم به مجلس شورای اسلامی راه یافت.

### وزارت امور خارجه
رئیس اداره آموزش، گزینش و ارزشیابی و مسئول هیئت عالی بازسازی نیروی انسانی (۱۳۵۹)؛ مشاور وزیر و سپس سفیر و نماینده تام الإختیار جمهوری اسلامی ایران در کشور مغرب (۱۳۷۵ – ۱۳۷۹).

## فرزندان و خانواده
مرتضی سبحانی‌نیا، فرزند حسین سبحانی نیا در گفتگوی با خبرگزاری آنا در خصوص آغاز دوره فعالیت خود به فعالیت در آموزش و پرورش در سال 1379 اشاره و این فعالیت را داوطلبانه عنوان نموده است، وی اشاره کرده برای یکسال تدریس و فعالیت در دبیرستان مروی تهران صرفاً مبلغ چهل هزار تومان دریافت داشته و این کار را نوعی "نذر فرهنگی" قلمداد نموده‌است.
یکی دیگر از فرزندان حسین سبحانی نیا پزشک و مشغول به خدمت در مناطق محروم جنوب کشور و یکی از آنان نیز طلبه مدرسه عالی شهید مطهری می‌باشد.